# Криденер, Павел Алексеевич
Барон Пауль-Людвиг фон Крюденер (Paul Alexander von Krüdener) или Павел Алексеевич Криденер (1784—1858) — русский дипломат из остзейских дворян, тайный советник. В 1827—1837 гг. посол в США, в 1837—1858 гг. глава русской миссии в Швейцарии.

## Биография
Родился 31 января 1784 года в Митаве. Сын барона А. И. Криденера от брака с Варварой-Юлией фон Фитингоф, троюродный брат Л. К. Криденера.
С 1793 по 1797 годы воспитывался аббатами Реймондом и Ребелем. Под влиянием отца и его друга — Жана-Пьера-Фредерика Ансильона, секретаря берлинской Академии и министра иностранных дел Пруссии, — Павел начал изучать право и историю дипломатии в Лейпцигском университете.
После смерти отца, бывшего послом в Берлине, новый посол России в Пруссии М. М. Алопеус назначил Криденера секретарём посольства (1802—1805 годы). Вёл распутную жизнь, в результате любовной авантюры был вынужден драться на дуэли, где убил своего противника. Из-за этого бросил службу и бежал в Дрезден, а затем в Россию.
В июне 1805 года был назначен советником (атташе) канцелярии иностранных дел в Петербурге. В 1807 году был прикомандирован к посольству в Париже. Арестованный по приказу Наполеона в Страсбурге, Криденер был помещён 15 июля 1813 года в крепость Оксон, откуда бежал 5 декабря того же года.
Затем служил в Берне, сначала как секретарь миссии (1815—1816), а затем — поверенный в делах (1816—1826). В 1827 году Криденер получил назначение посланником в Вашингтон. Посол США в России Г. Миддлтон писал своему шефу, государственному секретарю Г. Клею 23 сентября 1827 года:

«Господин Криденер служил в русской миссии в Берлине и Париже, затем сменил графа Каподистрию на его посту в Швейцарии. У барона де Криденера глубочайшие знания в политических проектах нашего времени и либеральные взгляды на многие проблемы. Он очень наблюдательный человек и стоит прислушаться к его мнению. Поскольку он друг Каподистрии, он может посвятить Вас во все детали, относящиеся к Греции. Я надеюсь, что Вы поможете ему познакомиться с наиболее выдающимися людьми нашей страны».

29 октября 1827 года Криденер на пароходе «Франция» из Гавра отправился к месту своего назначения. 20 декабря того же года вручил верительные грамоты президенту США Д. К. Адамсу. Криденер способствовал активизации морских перевозок между двумя странами. Во время русско-турецкой войны 1828—1829 годов благодаря его усилиям корабли США заходили в русские порты Чёрного моря. Пост посланника в Соединённых Штатах он занимал до 1837 года.
Весной 1837 года Павел Криденер был назначен чрезвычайным посланником и полномочным министром в Швейцарии. Умер в Берне 29 января 1858 года. «Женевский журнал» 14 февраля 1858 года опубликовал некролог: 

«...В политике господин Крюденер всегда придерживался умеренности, лишенной тщеславия, и мы полагаем, что Швейцария обязана ему, так же как Россия, несмотря на все трудности, поддержанием добрых отношений между двумя странами, что не всегда удавалось его коллегам-дипломатам из других стран».

## Семья
- В 1817 году женился на уроженке Швейцарии — Маргарите Кёниг (1798—1859).
- Дети — сыновья Алексей и Павел, дочери Маргарита, Мария и Джульетта.